# Maillat

Maillat este o comună în departamentul Ain din estul Franței.